# Metaleurodicus cardini
Metaleurodicus cardini es un hemíptero de la familia Aleyrodidae, con una subfamilia: Aleyrodinae.
Fue descrita científicamente por primera vez por Back en 1912.